# Три сестри (монумент)
Три сестри (Монумент Дружби) — монумент на межі кордонів Білорусі, Росії та України. Споруджений у серпні 1975 року (за СРСР) на честь дружби білоруського, російського та українського народів.

## Композиція
Розташований на пагорбі на потрійному прикордонному стикові. Складається з трьох пілонів, увінчаних гербами Білоруської РСР, РРФСР, Української РСР, які підперезані широким бронзовим кільцем. На барельєфах зображені сторінки спільної історії трьох слов'янських народів.
Навколо монумента влаштована дорожня розв'язка трикутної форми в місці примикання автодоріг із трьох країн. Усередині розв'язки розпланували парк з алеями, обсадженими березами, ялинами й тополями.

## Історія
Монумент створювали представники трьох суміжних областей — Гомельської, Брянської, Чернігівської. Провели міжобласний конкурс на кращий проєкт пам'ятника. Перше місце присудили Л. О. Стукачову з Гомельської області. У розробці остаточного варіанту брали участь гомельський інженер В. Г. Максимович і чернігівський архітектор Меженний. Барельєфи виконали київські скульптори Б. Є. Климушко й Є. Є. Горбань. Також брав участь Брянський машинобудівний завод.
12 травня 2022 року у Чернігівській обласній адміністрації одноголосно ухвалено рішення на засіданні Консультативної ради з питань охорони культурної спадщини при Департаменті культури і туризму, національностей та релігій Чернігівської ОВА та підготовлений пакет документів для зняття з обліку як пам'ятки історії місцевого значення монументу «Три сестри» у Сеньківці, який був присвячений «дружбі народів» України, Росії та Білорусі. Питання долі цієї споруди обговорювали за дорученням начальника Чернігівської обласної військової адміністрації Вячеслава Чауса. Досі вона вважалася пам'яткою історії та носила охоронний № 574-Чр.

## Заходи
Щорічно, починаючи з 1975 року, в останню суботу червня біля монумента проходив Міжнародний фестиваль слов'янських народів «Слов'янська єдність». У 2016 році фестиваль уперше не проводили, а 2017 року провели в російському місті Клинці, що приблизно за 100 км від монумента, а 2018 року — в білоруському місті Вітка.
У 2015 році ультрамарафонці Дмитро Єрохін (Росія) та Ігор Кретов (Україна) організували річний ультрамарафон «Три сестри». Ідея марафону полягала в тому, що атлети з трьох прикордонних країн у різний час стартують з трьох столиць — Києва, Мінська та Москви — для того, щоб одночасно досягти меморіалу. Забіг «Три сестри» відбувся й 2016 року, але вже без участі Єрохіна, який готувався до інших бігових проєктів.

## Російсько-українська війна
Мер Чернігова Владислав Атрошенко в інтерв'ю 15 квітня 2022 запропонував "вирізати "нашу українську сестру" з цього пам'ятника" або взагалі його знести".
31 травня 2023 виїзд від пам'ятника до Російської Федерації було підірвано, швидше за все Збройними силами Російської Федерації для протидії можливому наступу Збройних Сил України.

## Межа
Автомобільні пункти пропуску (багатосторонній автомобільний пункт пропуску — БАПП) на стику державних кордонів поблизу монумента й основні напрямки автошляхів:
- Білорусь: БАПП «Веселівка» (Добруський район Гомельської області) — на Гомель;
- Росія: БАПП «Нові Юрковичі»[10][11] (Климовський  район Брянської області) — на Клинці, Брянськ;
- Україна: БАПП «Сеньківка» (Чернігівський район Чернігівської області) — на Чернігів.